# Аймара

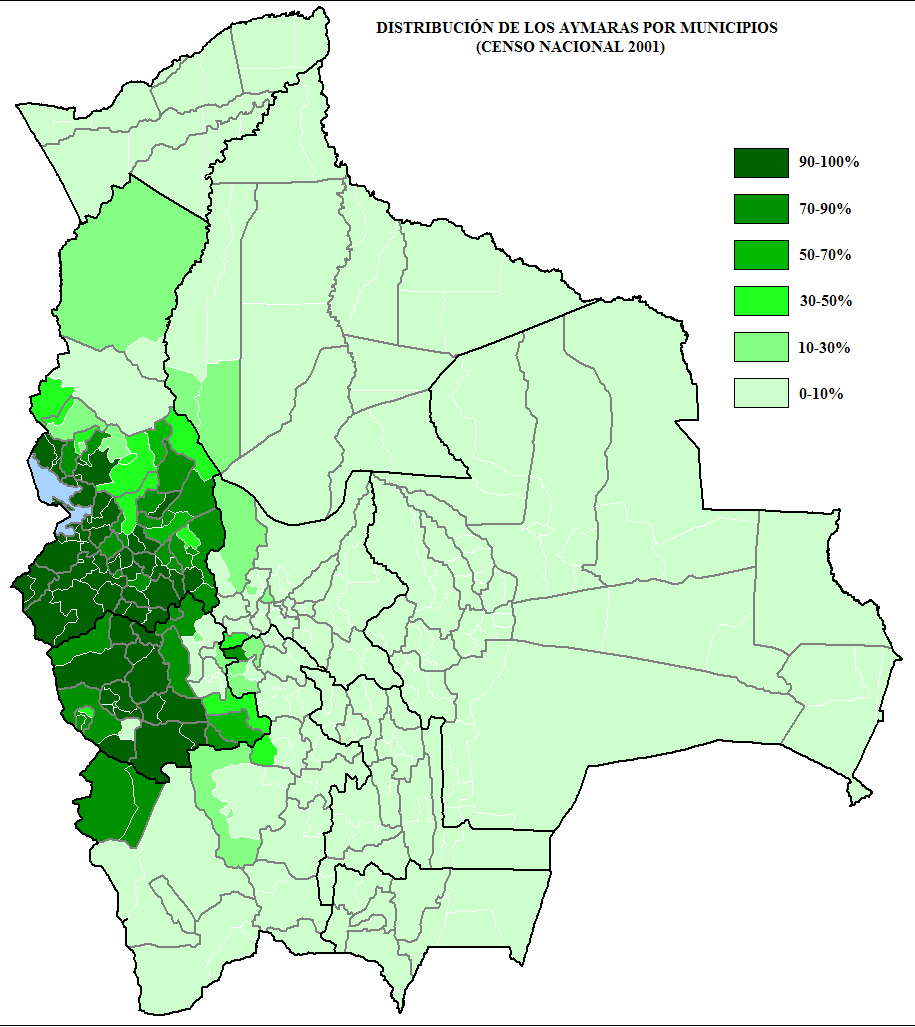

Айма́ра або аймари (Aymara) — індіанська народність, що живе у високогірних районах Болівії і Перу (Південна Америка) в Андах та Альтиплано.
Чисельність становить від 1,6 до 2,3 млн чоловік в Болівії, Перу, північній Чилі і північно-східній Аргентині (провінції Сальта). Цей народ населяв район багато століть, лише в XV столітті ця територія була підкорена інками, а пізніше, у XVI столітті, іспанцями.
Належать до американської парості монголоїдної раси. Традиційна мова належить до мовної сім'ї аймара.
Руїни стародавніх міст (доінківська культура Тіауанако VI — X ст.) свідчать про давню високу цивілізацію.
Відомим аймара є експрезидент Болівії Ево Моралес.

## Історія
У доіспанський період були розселені до річки Вільканота на півночі, солончаків Койпаса і Уюні на півдні і тихоокеанського узбережжя на заході. У XIV — початку XV століть у аймара склалися племена: Канчі, Канна, Колі, Лупака, Пакахе та ін. У другій половині XV століття вони були підпорядковані інками, які надали їм деяку автономію у складі своєї держави. У XVI столітті вони потрапили під владу Іспанії. Частина аймара була асимільована кечуа.

## Заняття
Основні традиційні зайняття — землеробство (вирощують картоплю, кіноа, ячмінь), скотарство (розводять лам, овець), а на берегах озера Тітікака — рибальство (використовують очеретяні човни і плавучі острови з очерету). Традиційні ремесла — ткацтво (жінки — на традиційному горизонтальному верстаті, чоловіки — на педальному верстаті, запозиченому у іспанців) і в'язання (зокрема візерункове) з шерсті лами і альпаки (в'язані чоловічі конічні шапочки з навушниками лючо, сумки для листя коки, гаманці та інші вироби), виробництво ліпної розписної кераміки, металургія (збереглися традиційні центри металообробки Хесус-де-Мачака і Корокоро), виготовлення очеретяних човнів (уампу) тощо. Зараз у Болівії аймара — переважно робітники-гірники олов'яних копалень.
Традиційно селяни-аймара займалися також вирощуванням коки, листя якої вони жували, використовували в традиційній медицині, а також підносили як жертви сонячному богові Інті і богині землі Пачамамі.

## Культура

### Одяг
Традиційний одяг чоловіків — короткі штани і туникоподібна сорочка, пончо, жінок — блуза, кілька широких сборчатих спідниць, шаль. Головні убори — солом'яні і фетрові капелюхи, у чоловіків — в'язані шапочки-лючо.

### Релігія
Для релігії характерний синтез католицизму з доіспанськими культами гір (апу), предків (ачачила), Матері-землі (Пачамама), підземного духу (Тіо) та інші. В результаті сформувалася синкретична «індіанська церква». Зберігаються звичай ряженія по католицьких святах в головні убори з пір'я, маски, шкури, костюмовані (присвячені твариною, за участю персонажів часів конкісти), театралізовані постановки «Дьяблади»), бурлескні танці та інші.

### Мистецтво
В аймара високо розвинуте прикладне мистецтво кераміка, карбування срібних прикрас, виготовлення орнаментованих тканин.

### Музика і фольклор
Популярні танці уайно, що виконуються в супроводі інструментального ансамблю, що складається з подовжніх флейт (пінкольйо, кена), барабанів (бомбо, тінья), «індіанської гітари» з панцира броненосця (чаранго) та інших. Зустрічаються ансамблі однорідних інструментів. Поширено сольне музичення на флейтах для потішання власної душі. Численні пастуші награші на флейтах. Поширені пісні-молитви к'очу (засновані на пентатонікі), звернені до божеств і духів доіспанських культів і католицьким святим (зокрема парауаках — моленія про дощ); календарно-обрядові пісні (зокрема чахра-какой в обряді початку землеробських робіт калья). Серед лірічних пісень — сольні любовні араві (що також існують у кечуа); групу цих пісень saucesito («верба») підлітки-аймара виконують також на флейті пінкольйо (зізнаючись в коханні обраницям).